# Фридрих Вилхелм фон Золмс-Браунфелс
Фридрих Вилхелм фон Золмс-Браунфелс (на немски: Friedrich Wilhelm Prinz zu Solms-Braunfels; * 22 октомври 1770, Браунфелс; † 13 април 1814, Славенчице) е принц на Золмс-Браунфелс и пруски генерал-майор.

## Произход и военна кариера
Той е син на 2. княз Фердинанд Фридрих Вилхелм Ернст фон Золмс-Браунфелс (1721 – 1783) и съпругата му графиня София Кристина Вилхелмина фон Золмс-Лаубах (1741 – 1772), дъщеря на граф Кристиан Август фон Золмс-Лаубах (1714 – 1784) и първата му съпруга принцеса Елизабет Амалия Фридерика фон Изенбург (1720 – 1748). Внук е на първия княз на Золмс-Браунфелс Фридрих Вилхелм фон Золмс-Браунфелс (1696 – 1761) и принцеса Магдалена Хенриета фон Насау-Вайлбург (1691 – 1725). Внук е на княз Фридрих Вилхелм фон Золмс-Браунфелс (1696 – 1761) и първата му съпруга принцеса Магдалена Хенриета фон Насау-Вайлбург (1691 – 1725). Брат е на пруския генерал-майор 3. княз Вилхелм (1759 – 1837).
От 1784 г. Фридрих Вилхелм посещава военното училище в Колмар, след това следва от 1786 до 1788 г. в университета в Щрасбург и започва военна служба в Нидерландия. През 1793/1795 г. участва в похода срещу Франция. На 22 септември 1795 г. напуска и започва през септември служба в пруската войска. През януари 1798 г. е повишен на майор. Като алкохолик той напуска през 1805 г. военната служба.
През похода 1806/1807 г. той се бие при Ваймар и се разболява. Въпреки това на 16 май 1807 г. е повишен на полковник-лейтенант и след две години на командир на 2. Уланен-регимент в Бреслау. По здравословни причини той напуска на 7 ноември 1809 г. като генерал-майор и годишна пенсия от 1200 талера. За неговата дейност крал Фридрих Вилхелм III го награждава на 4 юли 1811 г. с ордена на червения орел I класа.

## Брак с Фридерика фон Мекленбург-Щрелиц
Фридрих Вилхелм фон Золмс-Браунфелс се жени тайно и против волята на краля, на 10 декември 1798 г. в Берлин за бременната принцеса Фридерика фон Мекленбург-Щрелиц (* 2 март 1778, стария палат в Хановер, † 29 юни 1841, Хановер), вдовица на принц Фридрих Лудвиг Карл фон Прусия († 1796), най-малката дъщеря на Карл II (1741 – 1816), велик херцог на Мекленбург-Щрелиц, и първата му съпруга Фридерика Каролина Луиза фон Хесен-Дармщат (1752– 1782). Те отиват да живеят през 1799 г. в Ансбах. Родената дъщеря през февруари 1799 г. е призната от фон Золмс-Браунфелс, живее обаче само няколко месеца. Бракът им е нещастен. Той се отказва от военната си служба и Фридерика трябва сама да издържа фамилията си.
Преди да се разведе принц фон Золмс-Браунфелс умира внезапно от удар на 13 април 1814 г. в Славенчице (Кенджежин-Кожле) на 43 години и е погребан в църквата Козел.
Вдовицата му Фридерика се омъжва трети път на 29 май 1815 г. за братовчед си принц Ернст Август I фон Хановер (1771 – 1851) и от 1837 до 1841 г. е кралица на Хановер.

## Деца
Фридрих Вилхелм и Фридерика имат децата:
- дъщеря (1799 – 1799)
- дете (*/† 1800)
- дете (*/† 1800)
- Фридрих Вилхелм Хайнрих (1801 – 1868), женен на 8 август 1831 г. във Виена за Мария Анна графиня Кински (1809 – 1892)
- София (1803 – 1803)
- Августа Луиза (1804 – 1865), омъжена в Берлин-Шьонхаузен на 26 юли 1827 г. за принц (от 1867 княз) Алберт фон Шварцбург-Рудолщат (1798 – 1869)
- Александер Фридрих Лудвиг (1807 – 1867), генерал-майор, женен в Дренщайнфурт на 10 октомври 1863 г. за Луиза фрайин фон Ландсберг-Фелен (1835 – 1894)
- Фридрих Вилхелм Карл (1812 – 1875), женен I. (морганатичен брак) 1834 – 1841 за Луиза Байрих, II. в Бендорф на 3 декември 1845 г. за принцеса София фон Льовенщайн-Вертхайм-Розенберг (1814 – 1876)